# Makhtar N'Diaye (calciatore)
Amadou Makhtar N'Diaye (Dakar, 31 dicembre 1981) è un ex calciatore senegalese, di ruolo centrocampista.

## Carriera
Centrocampista cresciuto, come molti suoi conterranei, nel calcio francese, giocò nel Rennes e, in prestito per una stagione, al Sedan prima di giocare un'ulteriore stagione in prestito in Svizzera all'Yverdon-Sport.
Fu chiamato nel 2006 ai Rangers dal suo vecchio allenatore al Rennes Paul Le Guen, che lo sottopose a un periodo di prova; fu poi ingaggiato a titolo definitivo durante la tournée della squadra scozzese in Sudafrica.
In nazionale senegalese N'Diaye è presente dal 2002 e fu tra coloro che presero parte al campionato del mondo 2002 di Giappone e Sud Corea. Vanta 16 incontri con la sua nazionale.